# 탐엣더팜
《탐엣더팜》(프랑스어: Tom à la ferme, 영어: Tom at the Farm)은 2013년 공개된 영화이다.

## 출연

### 주연
- 그자비에 돌란
- 피에르이브 카르디날
- 리즈 로이
- 에블린 브로슈
- 마누엘 타드로스

### 조연
- 자크 라발레
- 올리비에 모랭
- 케일럽 랜드리 존스
- 멜로디 시마르

## 기타
- 라인프로듀서: 카롤 몽델로
- 협력프로듀서: 리즈 라퐁텐
- 조감독: 노르망 라벨
- 사운드슈퍼바이저: 장피에르 아르키에
- 세트: 파스칼 데셴
- 시각효과: 세바스티앵 자코브
- 헤어: 미셸 코테
- 의상: 그자비에 돌란
- 프로덕션매니저: 카롤 몽델로